# Hans Stüwe
Hans Stüwe est un acteur allemand, né le 14 mai 1901 à Halle (Province de Saxe ; Empire allemand), mort le 13 mai 1976 à Berlin.

## Biographie
Ayant d'abord envisagé une carrière de chanteur d'opéra, Hans Stüwe s'oriente finalement vers le cinéma et débute dans un film muet allemand sorti en 1925. Suivent près de vingt autres films muets, dont la coproduction franco-allemande Cagliostro de Richard Oswald (1929, avec Renée Héribel et Alfred Abel), où il tient le rôle-titre.
Parmi sa quasi-quarantaine de films parlants (le dernier sorti en 1957), il a Zarah Leander comme partenaire dans plusieurs d'entre eux, notamment Pages immortelles de Carl Froelich (1939, où il personnifie Piotr Ilitch Tchaïkovski), Le Foyer perdu de Rolf Hansen (1943) et Ave Maria d'Alfred Braun (1953).
Et mentionnons son interprétation de l'architecte dans la première version parlante (1938), réalisée par Richard Eichberg, du diptyque Le Tigre du Bengale / Le Tombeau hindou (dans le remake de ce diptyque réalisé par Fritz Lang en 1959, le rôle de l'architecte est repris par Paul Hubschmid).

## Filmographie partielle

### Période du muet
- 1927 : Dr. Bessels Verwandlung de Richard Oswald : Alexander Bessel
- 1927 : Prinz Louis Ferdinand de Hans Behrendt : rôle-titre
- 1927 : Das Frauenhaus von Rio de Hans Steinhoff : Ernst Verloost
- 1928 : Villa Falconieri de Richard Oswald : le comte Cola Campana
- 1928 : Die Sünderin de Mario Bonnard : Gaston
- 1928 : Schinderhannes de Curtis Bernhardt : Johannes Bückler
- 1928 : L'Enfer d'amour (Mater der Liebe ou Liebeskölle) de Wiktor Biegański et Carmine Gallone : Bruno Bronek
- 1929 : Cagliostro de Richard Oswald : rôle-titre
- 1929 : Es flüstert die Nacht de Victor Janson : le capitaine Arpad Bartok

### Période du parlant
- 1930 : Le Roi de la valse (Der Walzerkönig) de Manfred Noa : Johann Strauss
- 1931 : Aschermittwoch de Johannes Meyer : le lieutenant von Linken
- 1931 : Die Frau von der man spricht de Victor Janson : René Bennett
- 1932 : Die Tänzerin von Sans Souci de Friedrich Zelnik : le baron Cocceji
- 1932 : Trenck - Der Roman einer großen Liebe d'Ernst Neubach et Heinz Paul : Freiherr von der Trenck
- 1934 : Zu Straßburg auf der Schanz de Franz Osten : Ruedi Pfister
- 1934 : Nocturno de Gustav Machatý : Karl
- 1935 : Liselotte von der Pfalz de Carl Froelich : Philippe d'Orléans
- 1935 : Die Heilige und ihr Narr de Hans Deppe et Paul May : le comte Harro Thorstein
- 1936 : Schloß Vogelöd de Max Obal : Andreas
- 1936 : Heißes Blut de Georg Jacoby : Tibor von Dénes
- 1936 : Dahinten in der Heide de Carl Boese : Lüder Volkmann
- 1937 : Millionenerbschaft d'Arthur Maria Rabenalt : Michael Korff
- 1938 : Le Tigre du Bengale (Der Tiger von Eschnapur) de Richard Eichberg : Peter Fürbringer
- 1938 : Le Tombeau hindou (Das Indische Grabmal) de Richard Eichberg : Peter Fürbringer
- 1939 : Pages immortelles (Es war eine rauschende Ballnacht) de Carl Froelich : Piotr Ilitch Tchaïkovski
- 1939 : Drei Väter um Anna de Carl Boese : Dr Bruck
- 1941 : Le Chemin de la liberté (Der Weg ins Freie) de Rolf Hansen : Detlev von Blossin
- 1943 : Le Foyer perdu (Damals) de Rolf Hansen : Jan Meiners
- 1951 : Grün ist die Heide de Hans Deppe : Lüder Lüdersen
- 1952 : Pour l'amour d'une femme (Am Brunnen vor dem Tore) de Hans Wolff : Georg Straaten
- 1953 : Ave Maria d'Alfred Braun : Dietrich Gontard
- 1953 : Komm zurück d'Alfred Braun : Konrad Frisius
- 1953 : Wenn am Sonntagabend die Dorfmusik spielt de Rudolf Schündler : Ertl
- 1954 : Morgengrauen de Victor Tourjansky : le colonel Gaffron
- 1955 : Die Frau des Botschafters de Hans Deppe : Christian Lundvall
- 1957 : Blaue Jungs de Wolfgang Schleif : Brugger Carlos